# Jyllands-Posten
Jyllands-Posten, sedan 1969 Morgenavisen Jyllands-Posten, ofta förkortat JP, är en dansk dagstidning etablerad 2 oktober 1871. Tidningen betecknas som "oberoende borgerlig" och utkommer med sju nummer per vecka.

## Historia

### 1920- och 1930-talen
Under 1920- och 1930-talen var Jyllands-Posten en fascistvänlig tidning och stödde öppet den nazistiska regeringen i Tyskland. När den italienska fascistiske diktatorn Benito Mussolini tillträdde som ledare för den fascistiska koalitionsregeringen i Italien hyllade Jyllands-Posten honom och menade att en sådan stark man var precis var Italien behövde.
1938 publicerade man dock ett öppet brev från den danske författaren och prästen Kaj Munk till Benito Mussolini där denne kritiserade förföljelsen av judar. Kaj Munk kom senare att mördas av Gestapo under den tyska ockupationen av Danmark.

## Muhammedteckningarna
I september 2005 publicerade tidningen en serie satiriska teckningar av islams profet Muhammed, vilket har lett till protester från muslimska grupper.  Libyen, Saudiarabien och Iran har dragit tillbaka ambassadörer från Danmark, och i flera länder har konsumentbojkotter av danska produkter uppstått. Jyllands-Posten bad i januari 2006 om ursäkt för att ha sårat människor i den muslimska världen, men inte för att ha publicerat teckningarna.

## Terrorplaner mot tidningen
- I oktober 2009 greps två amerikaner i Chicago, misstänkta för att ha planerat en attack mot Jyllands-Postens redaktion i Köpenhamn.[3]

- I september 2010 greps en 24-årig tjetjensk man i Köpenhamn efter att han detonerat en bomb på en toalett på Hotell Jorgensen i centrala Köpenhamn.[3] Bland hans tillhörigheter hittades en karta med en ring ritad runt adressen till Jyllands-Postens redaktion utanför Århus.[3]

- I september 2010 medgav en 37-årig norsk man med irakisk bakgrund i förhör med den norska säkerhetspolisen att han planerat ett sprängdåd mot Jyllands-Posten.[3]

- Den 29 december 2010 greps fem personer, varav fyra i Danmark och en i Sverige, som misstänkta för förberedelse till terroristbrott.[4][5] Enligt den danska säkerhetstjänsten PET planerade de gripna att ta sig in på Jyllands-Postens redaktion vid Rådhuspladsen i centrala Köpenhamn och där "döda så många som möjligt".[6]

## Kontroverser

### Immigration
2002 kritiserade den danske pressombudsmannen tidningen för att ha brutit mot de pressetiska reglerna beträffande ras . 
Jyllands-Posten tryckte även en artikel som hävdade flyktingrelaterade förfalskningar utförda av palestinska flyktingar i Danmark vilket anses ha bidragit till Anders Fogh Rasmussens valframgångar i november 2001. Artikeln visade sig senare inte ha några hållbara grunder och ledde till att dåvarande chefredaktören Ulrik Haagerup sparkades  . 
European Network Against Racism (ENAR), en samling NGO:s med finansiellt forskningsstöd från Europeiska kommissionen, slog fast att danska media fokuserade på en överdriven mängd negativa nyheter om invandring, framförallt med fokus på muslimer. Rapporten slog fast att sådan mediafokus som Jyllands-posten inriktar sig på har skuld i ökningen av rasism i dansk politik 